# 楼蘭
楼蘭（ろうらん、樓蘭、英語：Loulan、推定されている現地名はクロライナ Kroraina）は、中央アジア、タリム盆地のタクラマカン砂漠北東部（現在の中国・新疆ウイグル自治区チャルクリク）に、かつて存在した都市、及びその都市を中心とした国家。「さまよえる湖」ロプノールの西岸に位置し、シルクロードが西域南道と天山南路に分岐する要衝にあって、交易により栄えた。
紀元前77年に漢の影響下で国名を鄯善（日本語名：ぜんぜん、中国語名拼音：shàn shàn）と改称したが、楼蘭の名はその後も長く用いられ続けた。4世紀頃からロプノールが干上がるのとほぼ時を同じくして国力も衰え、やがて砂漠に呑み込まれたが、1900年にスウェーデンの探検家ヘディンによって遺跡が発見された。

## 位置
楼蘭の名は史料や時代によって異なる用いられ方をした。楼蘭はオアシス都市の名であったが、その国名が漢によって鄯善と改められた後も、楼蘭の名はその「地方」を現す語として、あるいは西域の象徴的な地名として使用された用例が存在する。また、鄯善国内で作られた漢文文書の中には楼蘭の名を継続使用しているものもある。
楼蘭時代の遺跡が探検家スヴェン・ヘディンやオーレル・スタインらの活動によって発見され、発掘調査が行われるようになった後、同地から発見された漢文文書の分析によってスタインがL.Aと名づけた都市遺跡が楼蘭の王城であるという説が唱えられた。この説は現在でも重要であり、書籍などで便宜上L.A遺跡を指して「楼蘭」、「楼蘭遺跡」、「楼蘭故城」などと呼ぶことにするという扱いをする研究者もいる。しかし、L.A遺跡は3世紀頃に形成された都市であり、少なくとも前漢代の記録に登場する「楼蘭」とは同一でないともいわれている。楼蘭王国の王都としての楼蘭の位置は未だ諸説入り乱れる分野である。

## 名称
楼蘭という漢字表記は、現地名であるクロライナ（クロラインナ、Kroraina、Kroraimna）、クロレン（Krorän）の音訳である 。漢代の復元発音ではglu-glânと表記される。
3世紀のカローシュティー文字文書では、王都を意味する語として用いられており、元来都市の名であったものが国全体を指す語として用いられるようになった後も、王都を指す語として継続使用されていたことが知られる。一説にはその原名はインドの地名に由来するとも言われる。
一方漢によって命名された鄯善という名前は、一説には漢にとって「善い国」という意味で「善善」とし、同じ字が続くのを避けるために新字を作って「鄯善」としたといわれる。または楼蘭の南部を流れたチェルチェン河（チェルチェン・ダリヤ）の名をとったものであるともいわれる。
664年に唐の玄奘仏僧は、楼蘭を「納縛波（Nafupo）」と表記しているが、松田壽男博士によれば、これはソグド語の「Navapa」の音訳で「新しい水」を意味している 。

復此東行千餘里，至納縛波故國，即樓蘭地也。

ここ（且末）から北東に行くこと数千里、納縛波の故国に達する。即ち樓蘭の地である。

### 王城の名称
この楼蘭（クロライナ）とは別には、王都を指す言葉として扜泥という言葉があった。『漢書』などでは鄯善国の首都としてこの名を用いている。これはカローシュティー文字文書に登場するクヴァニ（クハニ Kuvani, Kuhani）の音訳であると考えられ、城砦を意味する語が王都の意味に転用されて用いられたものである。また、カローシュティ文字文書の中にはマハームタ・ナガラ（Mahamta Nagara）という言葉で王都を呼んでいるものもある。これは「大きな都市」を意味する語であり、やはり後に王城を意味する語として転用された。

## 歴史

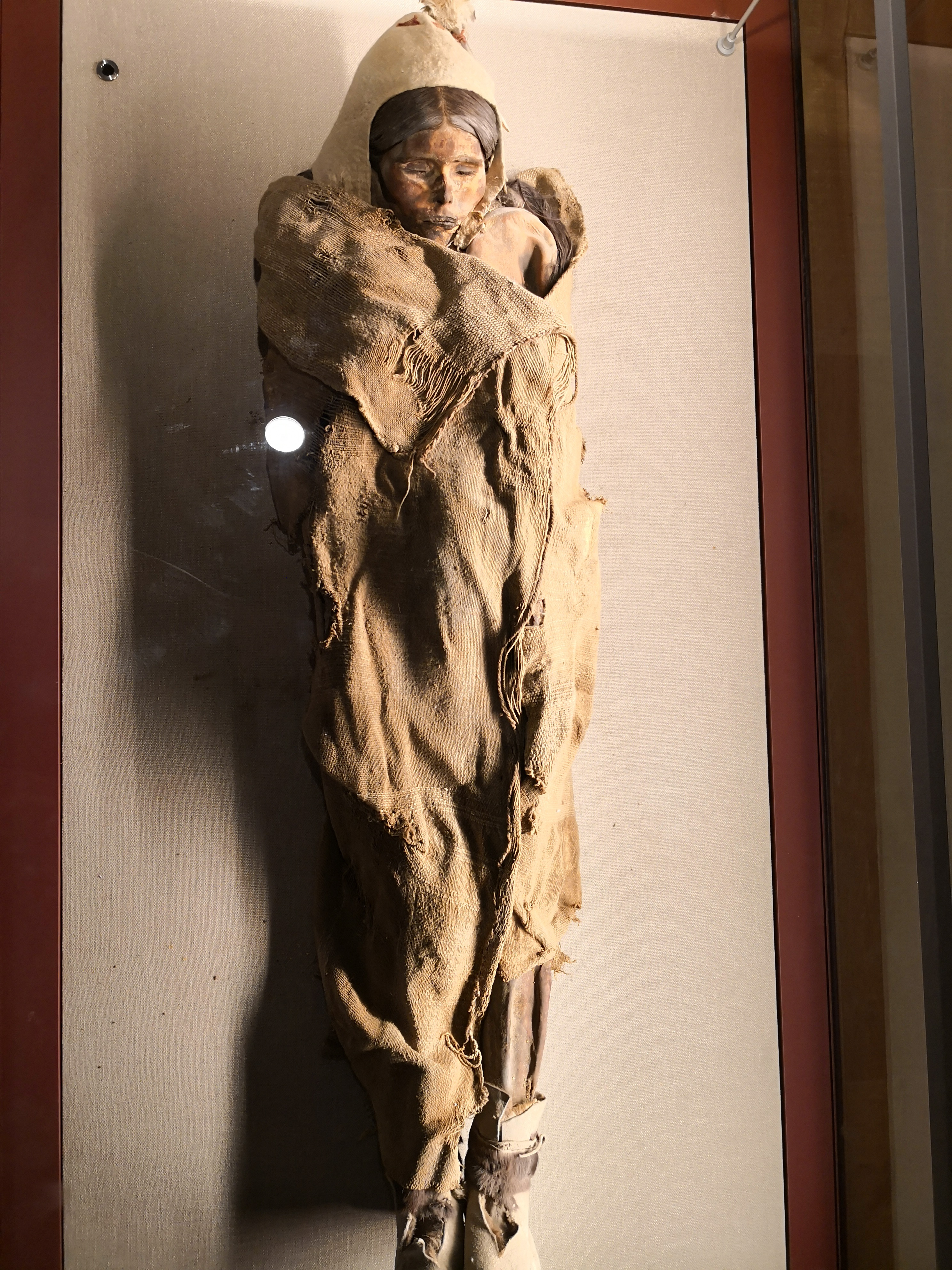
楼蘭発掘のミイラ

楼蘭と呼ばれる都市、またその名を持つ国家がいつ、どのようにして成立したのかは定かではない。古くは新石器時代から居住が始まったことが考古学的に確認されており、いわゆる「楼蘭の美女」として知られるミイラは、纏っていた衣服の炭素年代測定によって紀元前19世紀頃の人物であると推定されている。

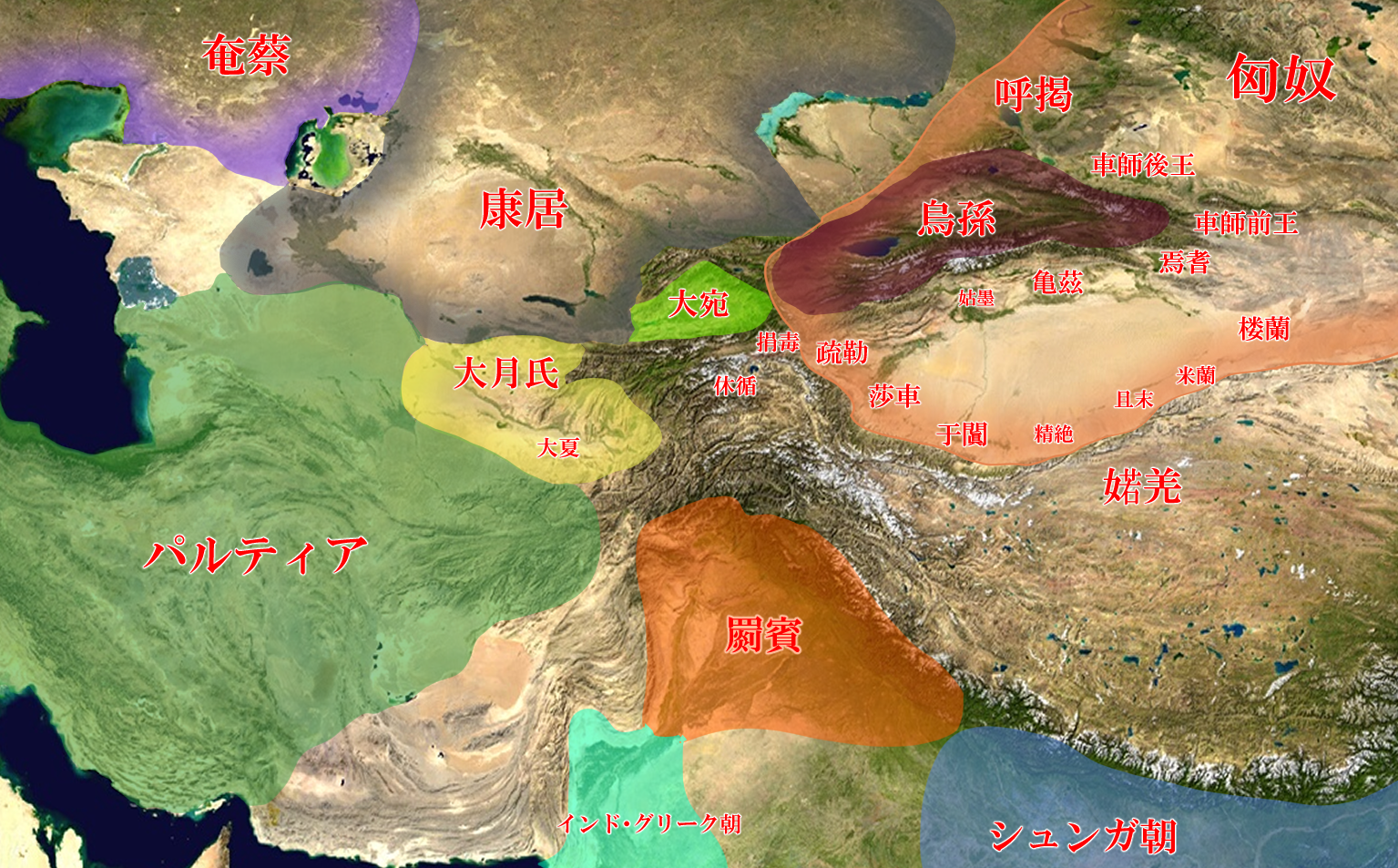
紀元前2世紀頃の中央アジアの地図

文献史料に楼蘭の名が現れるのは『史記』匈奴列伝に収録された手紙の中で触れられているのが最初（紀元前2世紀）であり、その間の歴史は空白である。その手紙は匈奴の君主である冒頓単于が前漢の文帝に宛てて送ったもので、この中で冒頓単于は月氏に対して勝利し、楼蘭，烏孫，呼掲及び近隣の26国を平定したと宣言している。この手紙は文帝の4年（紀元前176年）に送られたものであるため、楼蘭は少なくとも紀元前176年以前に形成され、月氏の勢力圏にあったこと、そして紀元前176年頃匈奴の支配下に入ったことが推定されうる。『漢書』西域伝によれば、西域をことごとく支配下にいれた匈奴は焉耆、危須、尉犁の間に僮僕都尉を置き、楼蘭を含む西域諸国に賦税し、河西回廊に数万の軍勢を置いてその交易を支配した。
紀元前141年に漢で武帝が即位すると漢は対匈奴積極策に転じた。この時期に匈奴を攻撃するために西方に移動していた月氏（大月氏）と同盟を結ぶことを目的として張騫が派遣され、彼の往路の見聞の中で楼蘭にも触れられている。張騫はその行き帰りで二度匈奴に捕えられており、当時西域に匈奴の支配が広く行き届いていたことがうかがわれる。
漢は前127年と前121年に衛青と霍去病の指揮で大規模な対匈奴の軍事行動を起こした。彼は紀元前119年には漠北の匈奴本拠地を攻撃して大きな戦果を上げた。この結果、漢は本格的に西域経営に乗り出した。紀元前115年の河西四郡設置は漢の西域進出の端緒ともいえる。こうして西域の交通路を抑えた漢は西域諸国や更に西方へと遣使や隊商を数多く派遣するようになった。しかし、大挙増大した漢の人々（中には新興の交易市場に活路を見出した貧民も多かったといわれている）と西域諸国との間ではトラブルが頻発し、西域諸国では反漢感情が増大した。特に楼蘭と姑師は、漢の進出を嫌い匈奴と接近して漢使の往来を妨害するなどの挙に出た。
これを憂慮した漢の武帝は紀元前109年、従驃侯の趙破奴と、楼蘭に遣使として派遣された経験を持つ王恢に命じ、数万人を動員して楼蘭と姑師に軍事介入を行った。騎兵700騎とともに先行した趙破奴の攻撃を受けて楼蘭は占領され、国王が捕えられた。このため楼蘭は王子の1人を漢に人質として出し漢に服属した。ところが西域の要衝楼蘭の漢への服属は匈奴にとっては座視できない事件であった。間もなく匈奴も楼蘭を攻撃したので、楼蘭は匈奴へも人質として王子を送り貢納を収めた。
こうした漢と匈奴の西域を巡る争いは長く続き、楼蘭の政治はその動きに激しく左右された。やがて再び漢の軍事介入を招く事件が発生した。武帝は大宛の汗血馬を入手することを望んで代価の財物を持たせて使者を大宛に送ったが、大宛は漢使の態度が無礼であるとしてこれを追い返し、その帰途に大宛の東方の郁成城でこれを襲撃して殺し財物を奪った。これは漢の大規模な報復を招き、漢は将軍李広利の指揮の下で2度にわたって大軍を派遣した（紀元前104年 - 紀元前101年）。この漢の大宛遠征の際に楼蘭王は再び漢に捕えられて武帝の詰問を受けることとなり、武帝は楼蘭が匈奴にも人質を送り服属している事を責めた。楼蘭王はそれに答えて「小国は大国の間にあり、両属せねば安んずることは出来ない」と答え、両属を認めないならば漢の領土に土地を与え移住させて欲しい旨を伝えたという。武帝はこれを聞いて納得し、楼蘭王は帰国を許された。以後、漢は楼蘭方面の軍勢を強化し続けたため、匈奴の影響力は次第に後退していく。

### 鄯善国

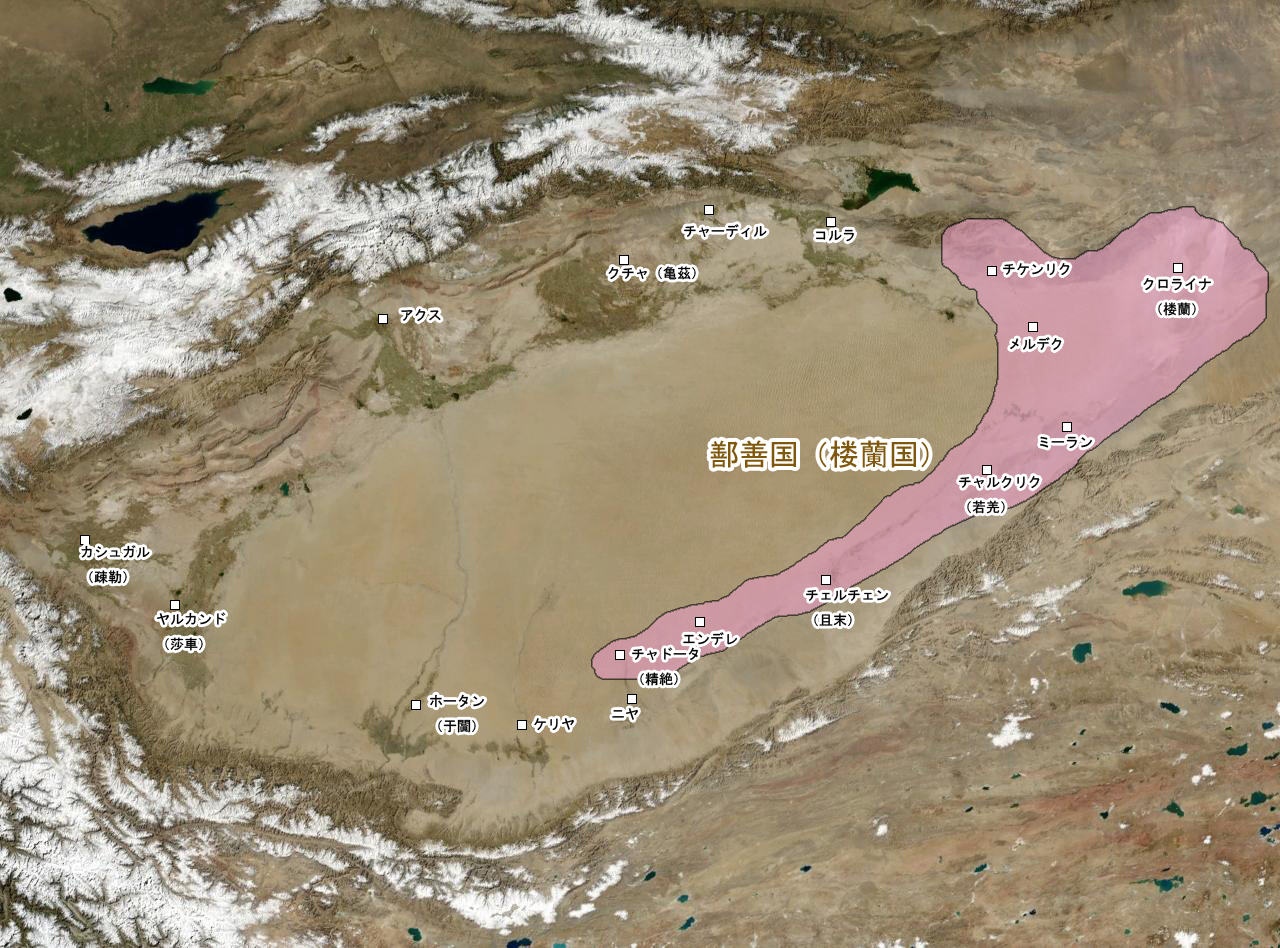
鄯善国（楼蘭国）最大勢力範囲。1世紀頃に形成され、途中変動しつつもこれに近い領域は3世紀頃まで維持された。

『漢書』によれば、紀元前92年に上述の楼蘭王が死去したため、楼蘭は漢に人質として出していた王子の帰国を要請したが、彼は漢で法律に触れて宮刑に処せられていたために漢は帰国を許可しなかった。このため別の人物が王となり、彼も漢の下に王子尉屠耆を人質として出し、匈奴にも王子安帰を人質として送った。しかし、この新王も間もなく死去すると、匈奴に人質として出されていた王子安帰が帰国して王座を得た。これに対し漢は入朝を要求して使者を送ったが、安帰の後妻らは漢が人質として出した王子を帰国させないことを理由として反対し、結局入朝しなかった。そして相変わらず続く漢使とのトラブルもあり、楼蘭では次第に漢の使節を殺害するという事件も起きるようになった。
漢は紀元前77年に大将軍霍光の指示によって平楽監傅介子に親匈奴派の安帰を暗殺させ、人質として長安にいた王弟尉屠耆を新たな国王とした。また国名を「鄯善」と改称させ、漢軍が楼蘭に駐屯することになった。そして尉屠耆に対し宮女を妻として与え、印章を与えた。ここでわざわざ「鄯」という新字を作って楼蘭の名を改称させ、印章と妻の授与は楼蘭王国が漢の傀儡となったことを如実に示すものである。特に国内への漢軍駐屯については、尉屠耆が自分の立場の弱いのを心配して自ら漢に依頼したと伝えられる。漢軍は尉屠耆の進言によって伊循城に駐屯することになり、ここは間もなく西域南道における漢の拠点の1つとなった。
楼蘭が漢の支配下に入って間もなく、匈奴の僮僕都尉であった日逐王が漢に降るという事件が発生した（紀元前60年）。この結果漢は西域南道に加えて西域北道の全域を支配するに至り、新たに西域都護を置いて鄭吉を都護とした。以後漢の西域支配は王莽によって前漢が終焉するまで継続し、鄯善と名を改めた楼蘭も傀儡王国としてその支配下にあり続けたと考えられる。
漢の繁栄による東西貿易の発展は西域の経済を大いに潤した。26ないし36国といわれた西域諸国は前漢末には55国に増加している。これは既存の王国が細分化したのではなく、交易の活況に伴って新たなオアシス都市国家が形成されたものであると言われている。漢の力による政治状況の安定もこういった経済の活況に拍車をかけた。こういった中で漢では王莽のクーデターによって新たに新が成立した。王莽の西域政策は現地で不評だったといわれ、楼蘭を含む西域諸国の大半（莎車国を除く）は再び匈奴（北匈奴）に帰順した（ただし、間もなく新は倒れ後漢が成立する）。しかし、北匈奴は西域諸国が漢の支配下にあって貢納がなかった事を責め、「未納」となっていた貢納品を取り立てたために西域諸国は再度漢に服属することを求めるようになった。また、『後漢書』によれば、西域諸国の中でも最も強勢を誇った莎車国（現在のヤルカンド県）の王賢は、当初鄯善王安などと共に後漢に朝貢を行い、その結果光武帝から西域都護の印綬を受けたが、敦煌太守裴遵が「夷狄に大権を与えるべからず」としてこの印綬を奪った。このため賢は漢と敵対するようになり、独自に大都護を称し、北匈奴の影響力を排除して西域諸国を服属させたが、重税を課したために西域の18国が漢への帰順を求めたという。
これらの事情により西域諸国では漢の支援を求める機運が高まった。しかし漢の光武帝は国内の不安定を理由に積極的な介入に出る事はなかった。敦煌太守裴遵はあたかも漢が新しく西域都護を派遣するかのように偽装工作を行ったが効果はなく、賢は漢の介入の無いのを確信して、漢に近い鄯善国に対し漢との国境の交通路を封鎖するように命令した。しかし中継貿易で国を成す鄯善国にとってこれは従える命令ではなく、鄯善王安は莎車国の使者を惨殺して命令を拒否した。これに対し賢は鄯善を攻撃して1000人あまりを虐殺したと伝えられる。鄯善国王安は南の山岳へと逃れ、重ねて漢の支援を要請した。しかし光武帝が再び兵を送ることは出来ないという返信を送ったため、鄯善国は他のいくつかの諸国と共に匈奴との同盟を再開した。
西暦61年に莎車王賢が于闐国（現在のホータン市）との争いの中で暗殺されると西域の政治情勢は一変した。莎車国の支配下にあった諸国は殆どが独立して相互に争ったが、鄯善国はこの争いの中で数ヶ国を併合して西域の一角に勢力を築くことに成功した。同じ時期に于闐国，車師国（現在のトルファン市），亀茲国（現在のクチャ県），焉耆国（現在の焉耆回族自治県）などが割拠し繁栄した。。当時鄯善国で作成された漢文文書には、昔ながらの名前である楼蘭が使用されていることが確認されている。

### 後漢の西域経営

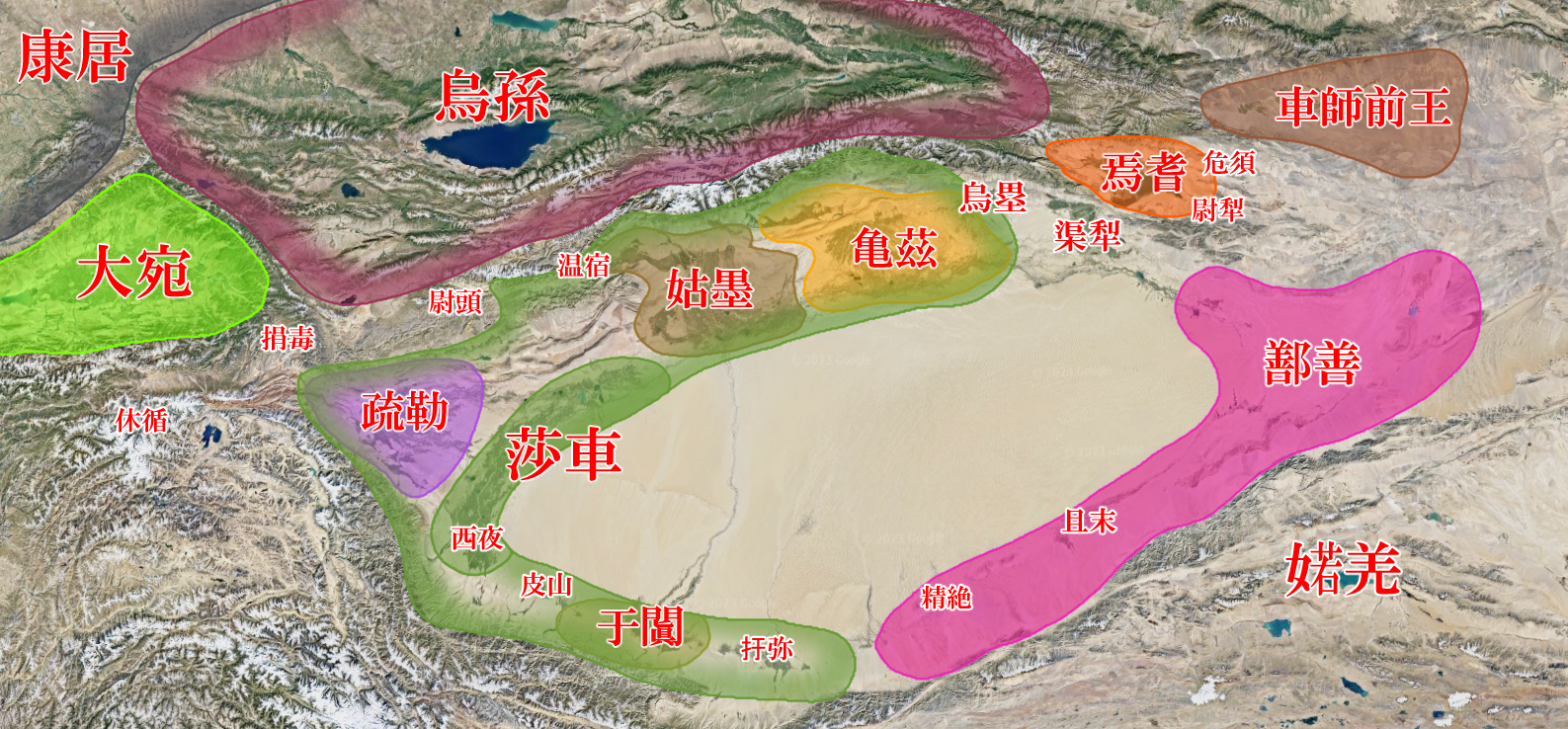
1世紀のタリム盆地

勢力を拡大した鄯善国はロプノール湖畔から西は精絶国（チャドータ）まで、西域南道沿いの領域を東西900km余りに渡って支配するまでになり、1世紀末頃から全盛期を迎えた。交易も活発になり、発見された遺物はこの時期の経済的繁栄を明らかにしている。この鄯善国の繁栄は長く3世紀まで続くことになるが、必ずしも順風満帆の時代であったわけではなかった。その国力の増大によって政治的地位は上昇したが、漢や匈奴に比して弱小であることには変わりはなかった。やがて漢の介入が本格化すると、鄯善国はその覇権を認めざるをえなくなった。
光武帝の跡を継いだ明帝（57年-75年）の時代になると、再び漢が西域に本格的に介入するようになった。西暦73年に漢は匈奴への攻勢に打って出たほか、ほぼ同じ時期に西域にも出兵して車師国が制圧された。西方の見聞を残した甘英を派遣したことで名高い班超が活躍したのもこの時期であり、彼に纏わる逸話は鄯善国（楼蘭）がなおも複雑な立場に置かれていたことと、その立場の弱さを示す。『後漢書』班超伝によれば、73年に班超が36人の部下とともに鄯善国に派遣された際、鄯善王の広は当初班超を丁重にもてなした。
しかし匈奴の使者が鄯善国に訪れると、広は匈奴使の心証を悪くするのを恐れて班超の待遇を落とした。匈奴使のために待遇が悪化したのを聞いた班超は憤激し、ある日の夜、密かに匈奴使の帳幕（ゲル）を焼き討ちしてその使者33人と家来100人余りを虐殺した。この時の彼の言葉として知られているのが「虎穴に入らずんば虎子を得ず」である。翌朝匈奴使の首を突きつけられた広は驚愕し、ひたすら漢に対する忠誠を約束して許しを請うことになった。この結果、鄯善国は再び漢に王子を人質として出すことになった。
更に班超は西域諸国の大半を支配下にいれ、この功績によって西域都護に任じられて31年余りにわたって西域経営に従事した。鄯善国はその覇権下で王統をつないだ。後漢の西域経営は班超の死後若干の断絶の後、123年には班超の息子班勇によって継続された。班超にしても班勇にしても、投入した兵力は少なく、時折の本国からの援軍を除けば西域諸国の兵を用いて軍事活動に充てていた。この時期以降、鄯善国は後漢の従属下にあって主だった反抗や事件も少なかったらしく、中国側の記録にはあまり登場しなくなる。

### カローシュティー文字の時代
2世紀前半以降、楼蘭（鄯善国）に関する記録が乏しい時代が続く。上述の如くこの時代の鄯善国は後漢の影響下にあって経済的には繁栄した。2世紀後半に入ると、後漢末の動乱（いわゆる三国時代）のため、西域への中華王朝の影響力は低下した。このため漢籍に鄯善国の情報が求められなくなるが、3世紀前半に入ると鄯善国自身が記した文書史料が豊富に出土するようになる。これらはプラークリット語の一種であるガンダーラ語をカローシュティー文字で記したものである。こういった文書の様式や、その中に登場する王号がクシャーナ朝のそれに類似することなどから、鄯善国（楼蘭）がクシャーナ系の移住者によって征服されたという説もある。
実態は全く不明であるが、中華王朝の影響力の低下やクシャーナ朝の隆盛に伴って、楼蘭が西方の文化の影響を強く受けたことが推察される。このカローシュティー文字文書の解析から、この時期の鄯善国がロプノール周辺から精絶国に至る領域を維持していたことが知られている。一方で漢文で書かれた実用文書も多数発見されている。ただし、こういった文書書類は商業文書や命令書、徴税記録等が大半で政治的事件の記録は乏しく、3世紀の鄯善国の政治史はあまりわかっていない。わずかに知りうるのは、当時鄯善国は、西隣の于闐（ホータン、当時の文書ではコータンナ）と国境を巡って争っていつつ緊密な関係を持っていたことと、チベット系である羌の一派といわれているスピの侵入と略奪に悩まされたことなどである。一方でこういった実用文書類から、鄯善国の国政や社会についての知見は、この時代に関する物が多くを占める。

### 鄯善国の滅亡

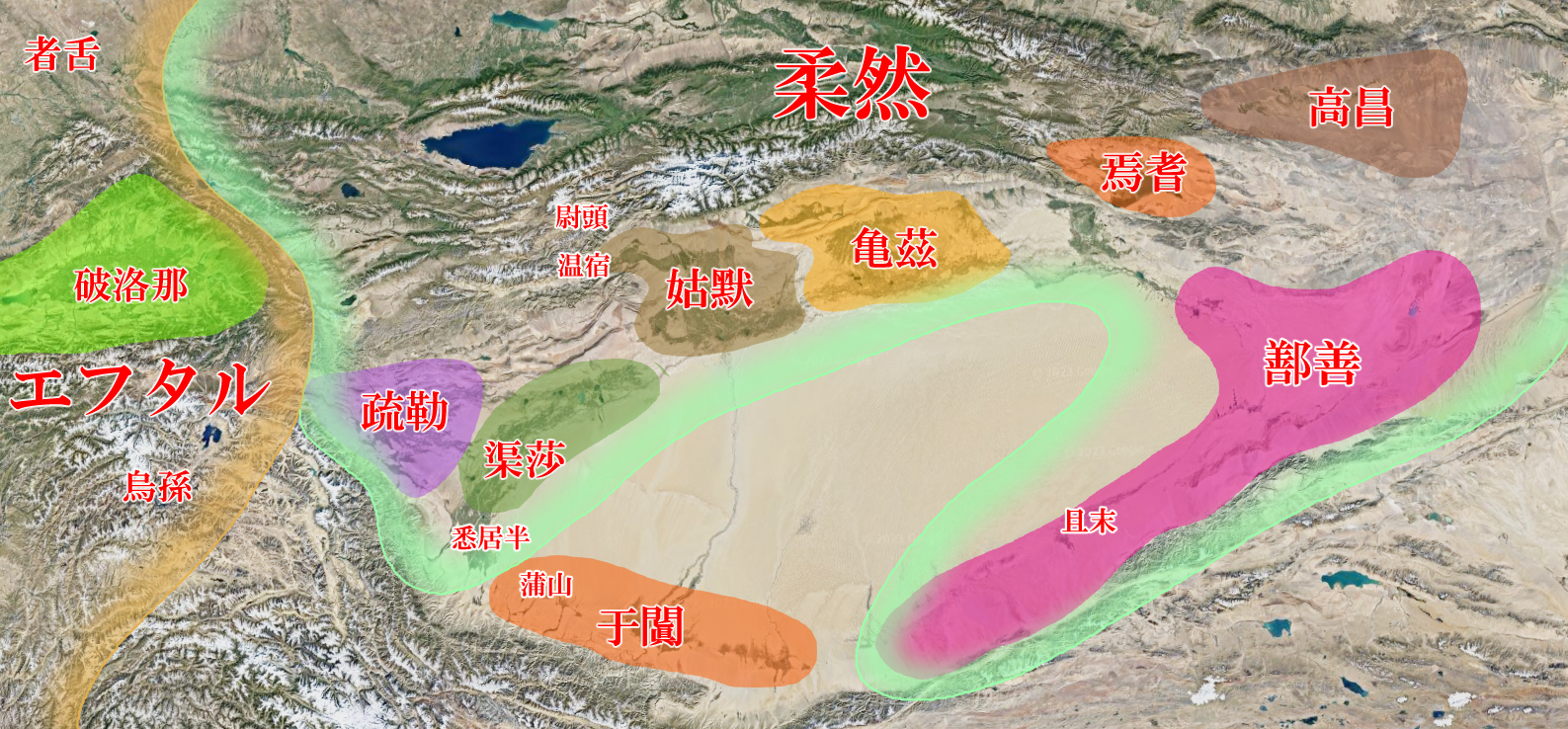
5世紀のタリム盆地の勢力図

やがて、三国時代の動乱も終結し、晋が中国を統一した3世紀後半には晋が漢と同じように西域へ影響力を拡大したと見られ、楼蘭で出土した漢文文書の中には晋代の物と見られる兵士への食糧支給記録や戸籍の断片が発見されている。晋は間もなく華北の支配権を失い、いわゆる五胡十六国時代が到来した。この時代に涼州の支配者となった前涼は西域への勢力拡大を図った。335年、前涼の将軍楊宣の攻撃を受けた鄯善国は、亀茲国などと共に前涼に入朝し、時の鄯善国王元孟は女を献じたという。前涼は西域長史を置いてこの地方への統制を強めた。以後、鄯善国は恒常的に河西の支配者に入朝を続けた。
前涼は前秦によって滅ぼされたが、鄯善国王休密馱は自ら西域都護の設置を求めて382年に前秦に入朝した。休密馱の次の王、胡員吒は前秦と後秦の戦いにおいて前秦に援軍を送っている。422年には鄯善国比竜が北涼に入朝した。しかし北涼は後に鄯善国の敵となった。『宋書』によれば439年に北魏の北涼侵攻が始まると北涼は敗北し、その支配者沮渠無諱や沮渠安周は敦煌を経由して高昌へ後退しようとした。この結果、その途上の重要拠点である鄯善国（楼蘭）を制圧しようと目論み、441年に安周が鄯善国を攻撃した。楼蘭は最初の攻撃を撃退したが、翌年には沮渠無諱も数万の軍勢を持って鄯善国に殺到し、敗北を悟った鄯善国王比竜は4000家余りとともに且末（チェルチェン）へと逃れた。『魏書』「西域伝」によればこれは楼蘭の人口の約半数に上る数であったという。本国には公子（恐らく真達）が残り、北涼の下で一応王号を称したが、北涼の鄯善占領によって交易路が封鎖されるのを恐れた北魏は将軍万度帰の指揮の下で445年に鄯善を占領し、鄯善国王真達は連れ去られた。そして448年に交趾公韓牧が鄯善国王に封じられた。その統治は郡県に対するそれと変わらなかったと伝えられる。こうして独立王国としての鄯善国（楼蘭）の歴史は完全に終了した。楼蘭の都市は7世紀頃までは存続していたといわれているが、もはや往時のように複数の西域諸国を統治下に置くようなことはありえなかった。

## 国制
楼蘭の国制に関する知見はその多くをカローシュティー文字文書や現地で作成された文書に依存する。こういった文書類が多く見つかっているのは主に3世紀頃であるため、この時代についての研究が進んでいる。以下に述べる国制の概要も基本的には3世紀の記録に基づいて復元されている。

### 中央
楼蘭はその記録が残る全時代を通じて国王を頂点とする国家であった。しかし、国王の権力がどの程度強力なものであったのか、又は制約されていたのかはまだ不明な点が多い。少なくとも現存する史料からは、高位役人の人事権を国王が掌握していたらしいことがうかがわれる。王妃はしばしば周辺国との政略結婚によって楼蘭王と結婚した。漢から宮女が与えられて楼蘭王の妻となったことが『漢書』に記録されている他、3世紀頃には隣国の于闐（ホータン、またはコータンナ）の王女が王妃として迎えられた。于闐国と鄯善国は国境を巡って争っていたが、一方で鄯善王妃となった于闐の王女が、故郷へ里帰りした事なども記録にのこっており、当時の外交交渉の複雑さを今に伝える。
中央政府の官制は『漢書』西域伝には鄯善国王を頂点として輔国公、郤胡公、鄯善都尉、撃車師都尉、左右且渠、撃車師君、訳長という官名が記録されている。この時期の官職を知る事の出来る現地史料は乏しく、詳細は不明であるが、3世紀の官職についてはカローシュティー文字文書類からかなり詳細に知る事が出来る。そこからわかる楼蘭の官僚機構は『漢書』西域伝の記録よりも遥かに複雑であるが、時代の開きがあるため単純比較は難しい。
3世紀の楼蘭（鄯善国）には、大王（マハーラーヤ Maharaya）の下で最も高位の役人としてキツァイツァ（Kitsaitsa）がいた。キツァイツァ職にある者の署名は各種の公文書に必ず存在し、各種の裁判で判決を下していた事が知られている。キツァイツァに次ぐ高位官職としてカラ（Kala）があり、この役職には王子（マハーラーヤプトラ Maharayaputra）がついていた。一説には王子の称号ではないかともいわれる。他にオグ（Ogu）、グスラ（Gusura）、キュヴァライナ（Cuvalayina）などの役職があり、これらの職権などについては未だ不明点が多いが、各州の長官よりも上位に置かれる高級官吏であった。こういった高級官吏には、王から荘園（キルメ Kilme）が与えられ、彼らはそこから得られる収入で生計を立てた。

### 地方
楼蘭（鄯善国）の地方統治については、文書史料が多く出土しているチャドータ（精絶）についてのものが良く知られている。チャドータには、地方長官（チョジボー Cojhbo）が置かれた。チョジボーの任免権は基本的には国王にあったと考えられている。3世紀のチャドータの長官ソームジャカに当てた王の命令書などが多数出土しており、その中には「大王はチャドータの全権をソームジャカに与えたのであって、何人もソームジャカに背いてはならない。」と記したものもあり、地方長官（チョジボー）が、担当地域の全権を握っていたと考えられる。王の使者の護衛等は各地方の長官が、それぞれの担当地域内で受け持ち、責任を持った。
各州に対し王はダルマ（法）に基づいた決定を行うよう度々指示を出しているが、ここでいうダルマとは各州の伝統的な慣習に基づいたものであったと言われ、特に民事事件に関しては領域内に必ずしも統一した法律のようなものは制定されなかったと考えられる。チョジボーの下にはトームガ（Tomga）、アプス（Apsu）、ソータムガ（Sothamga）、タスチャ（Tasuca）、ヴルヤガ（Vuryaga）、チャムクラ（Camkura）等の役人がいた。この中でもソータムガ（徴税官）はしばしばチョジボーと並んで文書に登場し、重要な役人であったと考えられる。他に、徴税に携わる役職がいくつもあった。

### 税制
カローシュティー文字文書の中には徴税に関する文書が数多く含まれている。鄯善国（楼蘭）が支配した各地方の長官（チョジボー）に対して国王が徴税を命じる文書や、税の着服を非難する文書などである。地方長官は、配下の徴税官（ソータムガ）を使ってその担当地域から税を徴収した。税は物納が基本であり、穀物、ワイン、ラクダ、ウマゴヤシ、バター、羊、フェルト、カーペットなど様々な種類の物品が徴収された。こうした税として集められる物品は20種類を超える。最も主要な税は穀物とワインであり、それぞれ都市の役所などに一旦集められた後、機を見て中央へと送付された。ラクダ税は、国の使節や駅伝のためのラクダの供出であった。これには借り賃が支払われたが庸役の一種であったと考えられる。また各地で徴収された税はラクダを使って中央に運ばれたため、ラクダの飼料としてウマゴヤシが徴収されたのである。
各オアシスはナガラ（都市 Nagara）とアヴァナ（村 Avana）によって構成され、ナガラとアヴァナは更にサダ（百戸 Sada）とプラデサム（地方 Pradesam）などに細分されていた。これが徴税の最小区分であり、納税額の計算はこれらを基礎として行われた。また税の徴収は王領（ラージャデー rajade）と荘園（キルメ Kilme）とで別々に行われたが、詳細はよくわかっていない。
こういった徴税の処理において最も問題となるのが、役人による横領や着服、未納、そして輸送中の略奪被害などであった。現存する税務文書の殆どが滞納に対する督促状や、着服した官吏の罷免を命令する文書などであることは、こういった問題に当時の鄯善国（楼蘭）中央政府が如何に苦慮したかを現代に伝える。税の未納が発覚すれば基本的には未納分全てが徴収対象となった。

## 宗教
楼蘭は早い段階から仏教の強い影響を受けた。楼蘭の仏教についての知見も、やはりカローシュティー文字文書が多数出土する3世紀の事情がよく知られている。3世紀の楼蘭（鄯善国）の仏教は極めて組織化されていた。僧団（サンガ）は楼蘭支配下の各オアシス毎に設立されていたが、これらは中央の大僧団によって統制されていた。このことはマヒリ王治世下で首都の僧団がチャドータ（精絶）の僧団の風紀が乱れていることを叱責し、新たな規則を定める文書が出土していることから知られている。チャドータ以外の事情についてはあまり知られていないが、チャドータに関する限り、仏僧の風紀の乱れがしばしば問題になっていたようである。400年に楼蘭を訪れた中国の僧侶法顕は、鄯善国に4000人の僧侶がおり、悉く小乗を学んでいたと記している。この時代の楼蘭は既に全盛期を過ぎており、3世紀には更に規模の大きかった可能性もある。

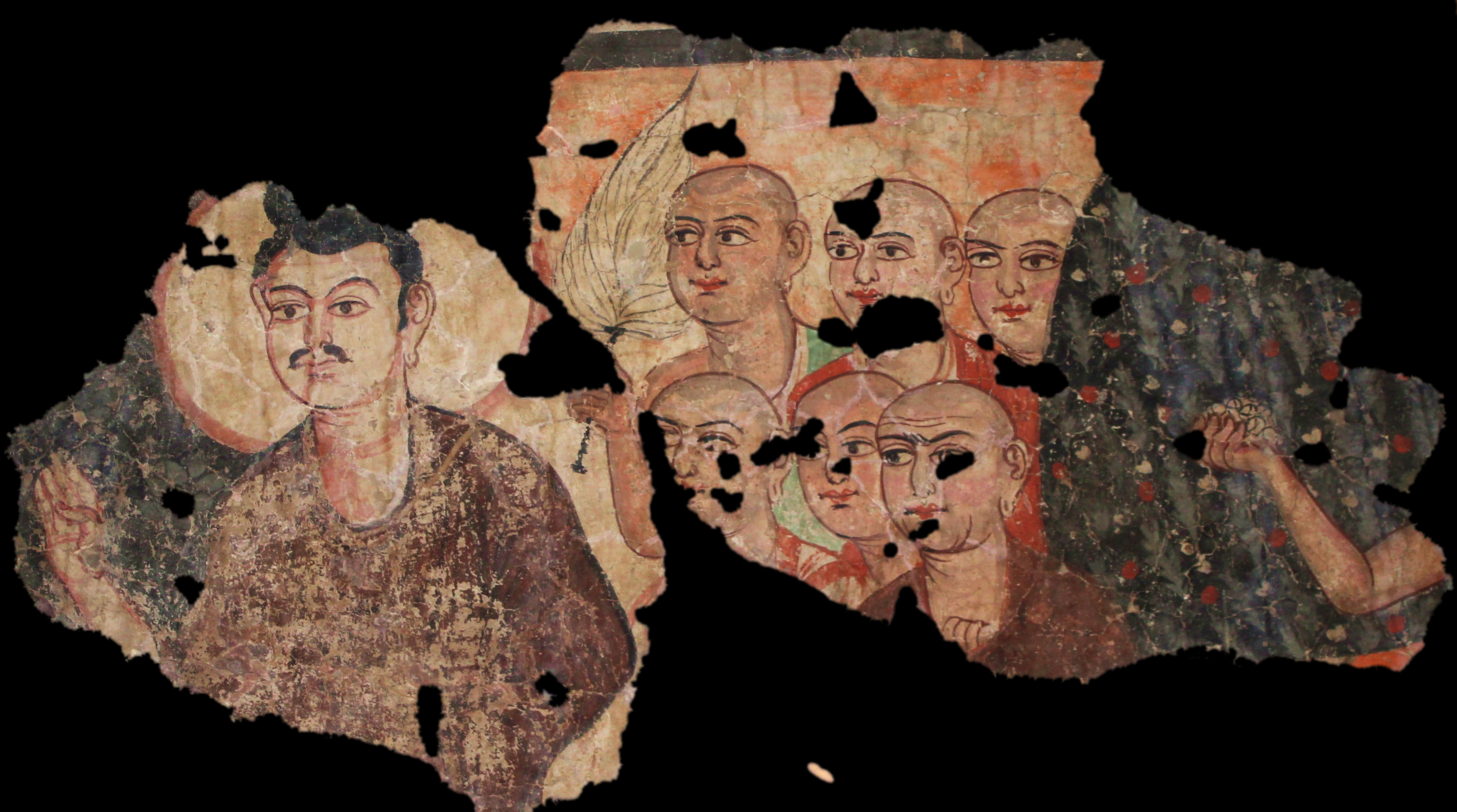
ミーラン遺跡の壁画。釈迦とその弟子たち

楼蘭の領域各地からは夥しい数の仏教遺物が出土している。チャドータやミーラン遺跡などからはストゥーパや仏教壁画、仏像が発見された。これらの中には若干のヘレニズムの影響が見られるものも存在し、また絵の製作者の名前と報酬額が記された文書も発見された。その製作者の中にローマ風の名前であるティタサ（ティトゥス）が発見されたことは、楼蘭に見られるヘレニズムの影響と相まって興味深いものである。仏教以外の痕跡として、アテナやエロス、ヘラクレス像を刻印した封泥も発見されている。スタインらはこうした楼蘭に見られるグレコ・ローマン風やイラン風の美術品を見た感動を記し、「トルキスタンというよりはローマ領シリアや、他のローマ東方領の邸宅跡にいるようだった」と語っているが、こういった西方の宗教がどの程度楼蘭で一般的であったのかは明らかではない。

## 後世の記録と発掘

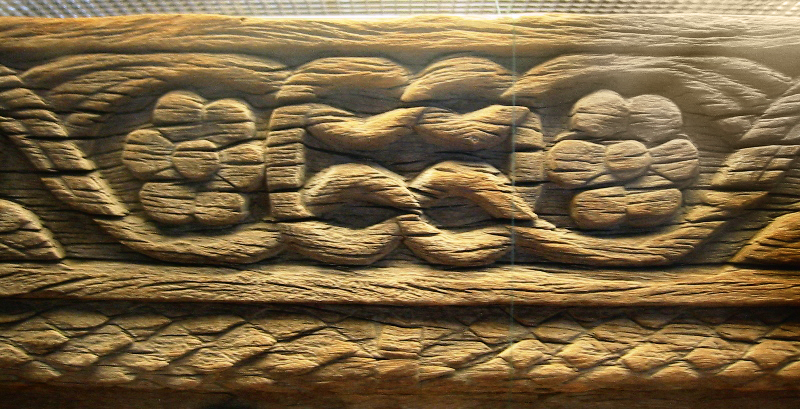
楼蘭出土の木製の梁（3世紀-4世紀頃）。

李延寿は「北史」の中で、かつての楼蘭として鄯善について記述しているが、これは都市としてではなく国家としての楼蘭を指しているのであり、その内容は別の都市に関するものであるとする説が強い。また、7世紀に玄奘三蔵がインドからの帰途、廃墟となった楼蘭に立ち寄ったと『大唐西域記』に記されているが、これも都市としての楼蘭なのか、あるいはその頃には廃城となった旧鄯善国の別の都市なのか不明である。

### 中央アジア探検
近代的な調査は19世紀のヨーロッパ人探検家による調査によって始まる。その始まりは1893年10月から行われたスウェーデンの探検家、ヘディンによる中央アジア探検である。最初の探検では水不足のために一時は探検キャラバンが壊滅し彼自身も死の淵を彷徨うこともあった難旅行であったが、ヘディンは1897年3月まで西域各地を回った。そして2度目の探検旅行が1899年6月に開始され、翌1900年3月23日、楼蘭遺跡を偶然発見した。その翌年彼は楼蘭を再訪し若干の調査を行った。
ヘディンの私的な探検旅行とほぼ同時期にタクラマカン砂漠を調査する探検隊がもう1つ存在した。それはイギリス領インド帝国の考古学調査局が派遣したオーレル・スタインが率いる探検隊であった。スタインの探検隊に先立つ1889年にイギリス領インド帝国に勤務していたイギリス軍人バワー大尉は、かつてイギリス人の案内人を務めていたヤルカンドの商人デルグライシュが、カラコルム峠で商売上のトラブルによって殺されたため、その犯人の調査を命令されていた。犯人を追ってクチャまで達したバワー大尉は、そこで現地人が廃墟から拾ってきたという古写本を購入し持ち帰った。バワー大尉の持ち帰った古写本を調査したウェーバーや、ヘルンレといった学者達は直ちにこれが価値ある考古学遺物であることを認め、インド政庁に写本の収集を依頼した。
インド政庁はこれを受けて各地で写本の収集を始め、またこの噂を聞いたロシア帝国のカシュガル領事ペトロフスキーも古写本の収集を始めた。そしてこういった古写本の中にそれまでほとんど知られていなかったカローシュティー文字文書が見つかったため、ヨーロッパの学会において中央アジアの探検調査の重要性が認識されるに至った。こうした中でスタインの探検隊も1900年から西域へと派遣され大きな成果を上げた。この時は直接楼蘭の首都は調査していないが、ニヤの町で現地人イブラヒムが見つけた木簡を見て重要性を認識し、彼の案内でニヤ遺跡（精絶王国チャドータ）の調査を行い100枚を超える木簡文書を発見した。
そしてこの中に楼蘭王が出した命令書を見出したのである。スタインは同時期にヘディンが楼蘭遺跡を発掘していることは全く知らなかったが、インドに戻った後この発見を知った彼は2度目の調査を企画し、1906年12月には楼蘭の遺跡を調査し、数多くの古文書を発見した。
1908年には日本の大谷探検隊（第2次）が楼蘭を訪れた。西本願寺の大谷光瑞は非常な情熱を持って数次にわたる中央アジア調査を企画し、彼によって派遣された橘瑞超は楼蘭故城を訪れた。この時の調査によって『李柏文書』と呼ばれる有名な文書が発見されている。彼は1911年にもかつての楼蘭王国の領域を訪れて壁画などを収集した。日本の探検隊はその後長く途絶えたが、ヘディンやスタインは繰り返し楼蘭の調査を行っている。彼らの調査は当時新しく成立した中華民国政府や文献の国外流出に怒る中国人学者達の強い反対を受けて難航したが、全ての調査に中国人を同行させることで同意を取り付けたり、道路建設のための調査依頼を受ける形での調査を行った。こうした苦労に報いるに十分な発見が1934年にヘディンによってなされた。新疆で発生していた回族の反乱のために彼は拘禁されていたが、偶然にもロプノール地方で灌漑の可能性の調査を命ぜられ現地の調査を行う事ができた。このとき彼は女性のミイラを発見したのである。この発見に興奮した彼はそのミイラに「ロプの女王」と言う名をつけたが、実際にこのミイラが女王のミイラであったかはわからない。

### 番組『シルクロード』の取材と中国の調査
この時の調査以降、第二次世界大戦や国共内戦、更に中国の共産化などのため、暫くの間楼蘭の調査は途絶えた。再び楼蘭に大規模な調査隊が訪れるのは1979年の事である。これは日本のNHKと中国の中央電視台による共同制作番組『シルクロード』の取材によるもので、この時中央電視台の要請によって中国人学者による調査隊が組まれたのである。このとき新たに女性のミイラ（楼蘭の美女）が発見されている。翌年には更に大規模な調査が行われ大きな成果を上げた。この調査では初めて楼蘭の水源も明らかとなっている。その後も大規模な調査が繰り返し行われ、多くの知見が得られた。
1986年以降は新疆文化庁によって恒常的に調査が行われ、膨大な量の遺物が収集されている。1988年の日中共同調査では早稲田大学教授の長澤和俊やジャーナリストの轡田隆史も楼蘭故城の調査にあたり、外国人としては54年ぶりの楼蘭調査となった。
しかし、現在は外国人による調査がほとんど許可されないため、中国人学者の手によって行われている。

## 参照項目
- 楼蘭博物館